# Kidričevo
 Ovo je glavno značenje pojma Kidričevo. Za druga značenja pogledajte Kidričevo (razdvojba).
Kidričevo je naselje i središte istoimene općine u Republici Sloveniji, u pokrajini Štajerskoj i statističkoj regiji Podravskoj. 

## Ime
Naselja nosi ime po Borisu Kidriču, viskom državnom i partijskom funkcioneru Slovenije i FNRJ i narodnom heroju. Prije imena Kidričevo naselje je zvano Strnišče (njem.: Sternthal; Šterntal )

## Stanovništvo
Prema popisu stanovništava iz 2001. godine Kidričevo je imalo 1.273 stanovnika.

## Šport
- NK Aluminij Kidričevo

## Vanjske poveznice
- Službena stranica općine Kidričevo